# Resuscitation
Resuscitation (in inglese: rianimazione) è una rivista mensile di medicina pubblicata dalla Elsevier e sottoposta a revisione paritaria. Dedicata al tema della rianimazione cardiopolmonare, è la rivista ufficiale dell'European Resuscitation Council.
Gli abstract della rivista sono disponibili sui seguneti motori di ricerca, che ne indicizzano anche i contenuti: Current Contents, Index Medicus/MEDLINE/PubMed, Embase, Scopus e Science Citation Index Expanded.